# Bruno Carloni
Bruno Carloni (Isola Liri, 1920 – Bobrovskij, 3 agosto 1942) è stato un militare italiano, decorato di Medaglia d'oro al valor militare alla memoria nel corso della seconda guerra mondiale.

## Biografia
Nacque a Isola Liri, provincia di Frosinone, nel 1920, figlio di Mario e Dionisia Baisi. Arruolatosi nel Regio Esercito, nel novembre 1940 iniziò a frequentare la Regia Accademia Militare di Fanteria e Cavalleria di Modena, da cui uscì nel marzo 1942 con il grado di sottotenente in servizio permanente effettivo, assegnato all'arma di fanteria, corpo dei bersaglieri. Assegnato in servizio al 6º Reggimento bersaglieri, inquadrato nella 3ª Divisione celere "Principe Amedeo Duca d'Aosta", dopo aver frequentato la scuola di applicazione d'arma partì per raggiungere il suo reggimento in Unione Sovietica nel giugno dello stesso anno. Assegnato alla 2ª Compagnia del VI Battaglione si distinse subito in combattimento a Vladimorovka il 12 luglio, quando sostituì alla testa della compagnia il proprio capitano rimasto ferito, e per questo fatto fu poi decorato con una Medaglia d'argento al valor militare. Qualche giorno dopo il 6º Reggimento bersaglieri fu dislocato in un altro settore del Don, lungo la testa di ponte che da Satonskij giungeva fino a Bobrovskij, fino ad allora tenuto da un piccolo reparto tedesco.
Il 2 agosto 1942 le truppe dell'Armata rossa, con l'appoggio di circa 40 carri armati, attaccarono in direzione dei villaggi di Baskovskij e di Bobrovskij, raggiunti entrambi e superati a costo di pesanti perdite. Le truppe sovietiche attaccarono poi quota 210 dove egli si trovava con i suoi uomini. Mentre incitava i propri soldati, esponendosi dove più vi era pericolo, fu colpito da una raffica di mitragliatrice che lo uccise sul colpo. Per onorarne il coraggio fu decretata la concessione della Medaglia d'oro al valor militare alla memoria. Nel corso dell’azione trovarono la morte anche il tenente colonnello Enrico Rivoire decorato con Medaglia d'argento al valor militare, e Berardino Leoni decorato anch'egli con la Medaglia d’oro al valor militare.

### Annotazioni
1. ↑  Si trattava di 24 carri pesanti T-34 e 16 leggeri T-26.

### Fonti
1. ↑  Gruppo Medaglie d'Oro al Valor Militare 1965, p. 59.
2. 1 2 3  Combattenti Liberazione.
3. 1 2 3 4 5  Combattenti e Reduci.
4. ↑   CARLONI Bruno, Medaglia d'oro al valor militare, su Quirinale.